# اریکا واسکز
اریکا واسکز (انگلیسی: Erika Vásquez؛ زادهٔ ۴ اوت ۱۹۹۲) بازیکن فوتبال اهل اکوادور است.
وی همچنین در تیم‌های ملی فوتبال Ecuador women's national football team بازی کرده‌است.